# Devine, Texas
Devine là một thành phố thuộc quận Medina, tiểu bang Texas, Hoa Kỳ. Năm 2010, dân số của xã này là 4350 người.

## Dân số
- Dân số năm 2000: 4140 người.
- Dân số năm 2010: 4350 người.